# Tetrix jarockii
Tetrix jarockii – gatunek owada prostoskrzydłego z rodziny skakunowatych (Tetrigidae) opisany z Polski i Rumunii. Jest klasyfikowany w randze gatunku lub jako podgatunek Tetrix ceperoi. W Polsce jest gatunkiem bardzo rzadkim, występującym lokalnie w środowiskach wilgotnych. Jest zagrożony wyginięciem z powodu osuszania i zagospodarowywania typowych dla tego owada środowisk. Na Czerwonej Liście Zwierząt Ginących i Zagrożonych w Polsce klasyfikowany jest w kategorii EN (zagrożony).